# Zeta Monocerotis
Zeta Monocerotis (ζ Mon / ζ Monocerotis) è una stella supergigante gialla di magnitudine 4,36 situata nella costellazione dell'Unicorno. Dista circa 1060 anni luce dal sistema solare.

## Osservazione
Si tratta di una stella situata nell'emisfero celeste australe, ma molto in prossimità dell'equatore celeste; ciò comporta che possa essere osservata da tutte le regioni abitate della Terra senza alcuna difficoltà e che sia invisibile soltanto molto oltre il circolo polare artico. Nell'emisfero sud invece appare circumpolare solo nelle aree più interne del continente antartico. La sua magnitudine pari a 4,4 fa sì che possa essere scorta solo con un cielo sufficientemente libero dagli effetti dell'inquinamento luminoso.
Il periodo migliore per la sua osservazione nel cielo serale ricade nei mesi compresi fra dicembre e maggio; da entrambi gli emisferi il periodo di visibilità rimane indicativamente lo stesso, grazie alla posizione della stella non lontana dall'equatore celeste.

## Caratteristiche fisiche
La stella è una supergigante gialla, nata come una stella di classe B2-3 50-60 milioni di anni fa. Da tempo ha terminato l'idrogeno interno al suo nucleo e aumentato le sue dimensioni. Entro tempi relativamente brevi su scala astronomica, terminerà la sua vita diventando una piccola e densa nana bianca.
Zeta Monocerotis ha 3 compagne visualmente vicine. B è di magnitudine 10,1, separata da 32,0 secondi d'arco da A e con angolo di posizione di 105 gradi, C è di magnitudine 7,9, separata da 66,5 secondi d'arco da A e P separata da 40,3 secondi d'arco, tuttavia non sembrano fisicamente legate ad A, in quanto hanno un diverso moto proprio.